# St. Maria (Nebel)

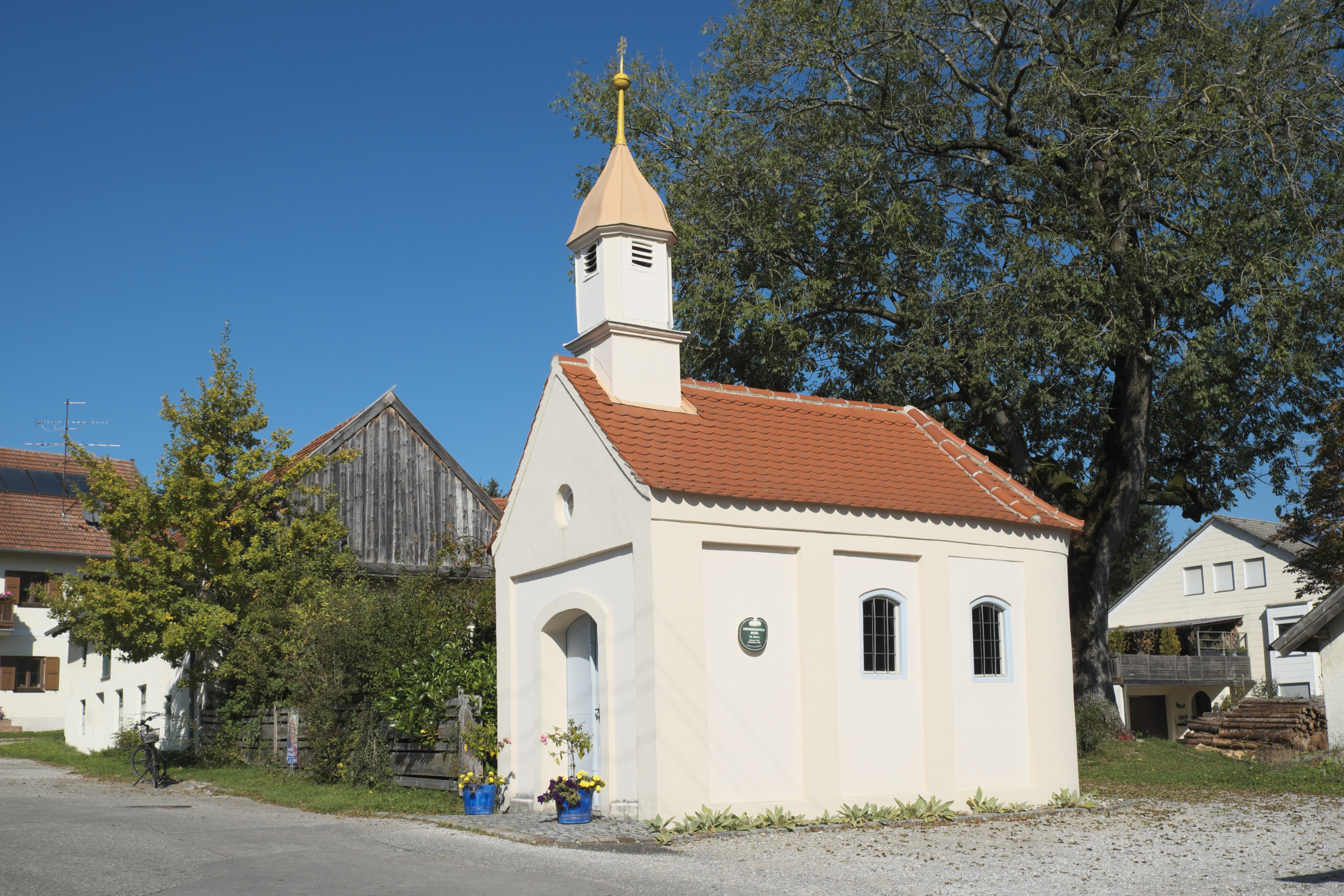
Kapelle St. Maria in Nebel

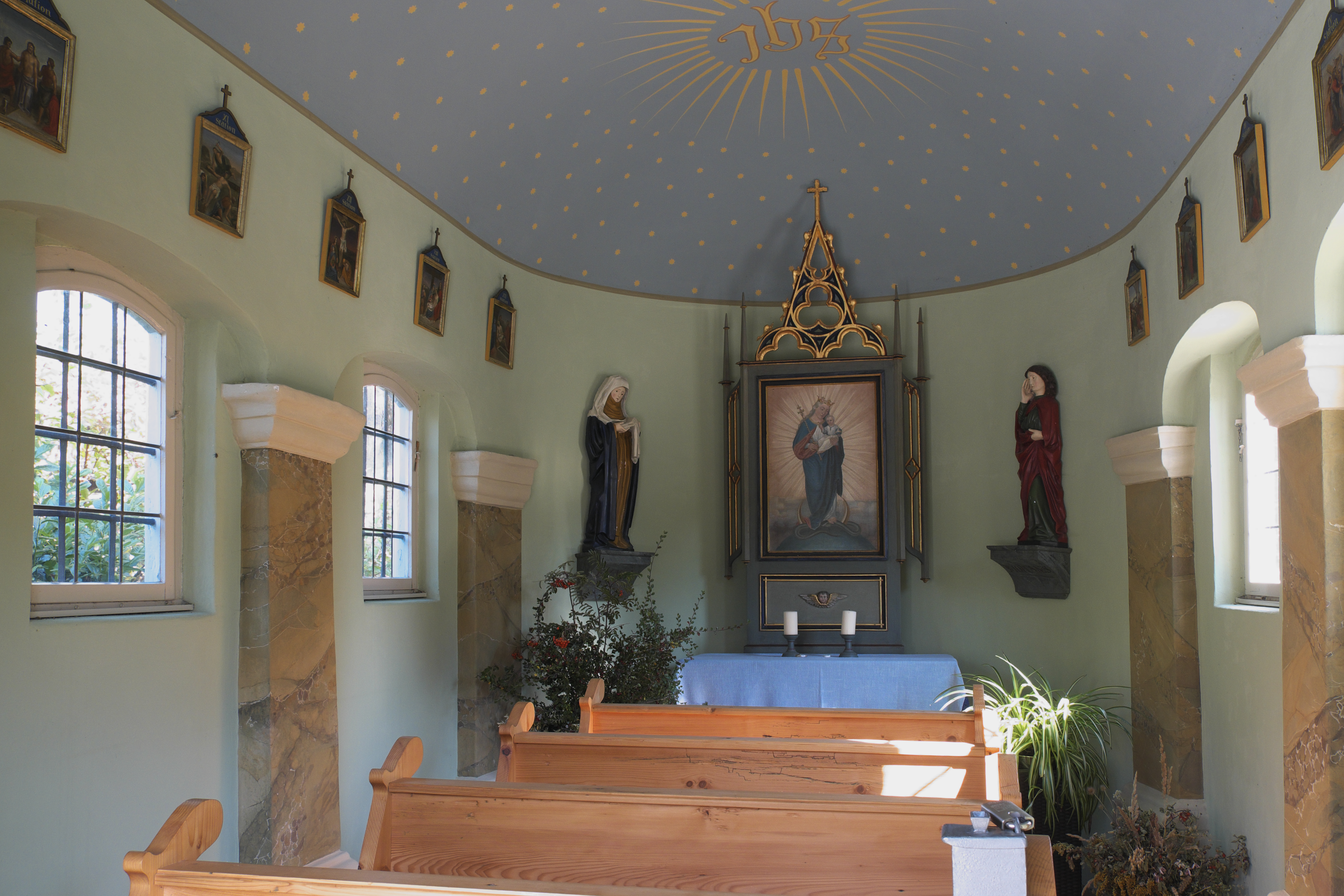
Innenansicht

Die katholische Kapelle St. Maria in Nebel, einem Stadtteil von Germering im oberbayerischen Landkreis Fürstenfeldbruck, wurde 1725 errichtet. Die ehemalige Hofmarkskapelle ist ein geschütztes Baudenkmal. Zur Hofmark war der Ort 1687 erhoben worden, die dem bayerischen Hofkammerrat Johann von Hufnagel überlassen wurde. 
Der kleine spätbarocke Putzbau mit Lisenengliederung und Apsis besitzt einen massiven Dachreiter mit geschweiftem Helm. Im Inneren ist ein Tonnengewölbe über korbbogigen Blendnischen angebracht.